# Ганомаліт
Ганомаліт (рос. ганомалит; англ. ganomalite; нім. Ganomalith m) — мінерал, гідроксилсилікат кальцію та свинцю острівної будови.

## Загальний опис
Хімічна формула: Ca4Pb6Si6O21(OH)2. Домішки — до 2,3 % MnO.
Сингонія гексагональна.
Кристали призматичні. Зернисті агрегати.
Твердість 3.
Густина 5,7.
Блиск алмазний, скляний до смолистого.
Білий, безбарвний до сірого.
Знайдений в кальцитових жилах Лонгбан, Якобзберґ, Нордмарк (Швеція), а також в районі Франкліна (шт. Нью-Джерсі, США). Асоціює з тефроїтом, самородним свинцем, кальцитом, якобситом, манганфілітом. Дуже рідкісний.